# Gustav Bull Mountains
Die Gustav Bull Mountains sind eine kleine Gruppe unvereister, schroffer Berggipfel und Nunatakker im ostantarktischen Mac-Robertson-Land. Sie liegen 6 km landeinwärts der Küste und 16 km südwestlich des Scullin-Monolithen.
Norwegische Walfänger entdeckten sie zwischen Januar und Februar 1931 bei Erkundungsfahrten entlang dieser Küste. Sie benannten sie als Gustav Bullfjella nach Gustav B. Bull, Walfangmanager an Bord des Schiffs Thorshammer. Bereits im Januar 1930 hatten Teilnehmer der British Australian and New Zealand Antarctic Research Expedition (1929–1931) unter der Leitung des australischen Polarforschers Douglas Mawson dieses Gebiet überflogen. Sie kehrten im Februar 1931 zur weitergehenden Erkundung zurück und gaben einzelnen geographischen Objekten in diesem Gebirge ihre Namen. Dazu zählen Mount Hinks, Mount Kennedy, Mount Marsden und Mount Rivett. Das Advisory Committee on Antarctic Names übertrug die norwegische Benennung des Gebirges 1947 ins Englische.